# USS Ebert (DE-768)
USS Ebert (DE-768) là một tàu hộ tống khu trục lớp Cannon từng phục vụ cùng Hải quân Hoa Kỳ trong Chiến tranh Thế giới thứ hai. Nó là chiếc tàu chiến duy nhất của Hải quân Hoa Kỳ được đặt cái tên này, theo tên Thiếu tá Hải quân Hilan Ebert (1903-1942), người từng phục vụ trên tàu tuần dương hạng nặng Northampton (CA-26), đã tử trận trong trận Tassafaronga tại Guadalcanal vào ngày 30 tháng 11, 1942 và được truy tặng Huân chương Chữ thập Hải quân. Nó đã phục vụ cho đến khi chiến tranh kết thúc, xuất biên chế năm 1946, rồi được chuyển cho Hải quân Hy Lạp năm 1951, và tiếp tục phục vụ như là chiếc Ierax (D31) cho đến năm 1991. Con tàu bị đánh chìm như một mục tiêu năm 2002.

## Thiết kế và chế tạo
Lớp Cannon có thiết kế hầu như tương tự với lớp Buckley dẫn trước; khác biệt chủ yếu là ở hệ thống động lực Kiểu DET (diesel electric tandem). Các động cơ diesel đặt nối tiếp nhau dẫn động máy phát điện để cung cấp điện năng quay trục chân vịt cho con tàu. Động cơ diesel có ưu thế về hiệu suất sử dụng nhiên liệu, giúp cho lớp Cannon cải thiện được tầm xa hoạt động, nhưng đánh đổi lấy tốc độ chậm hơn.
Vũ khí trang bị bao gồm ba pháo 3 in (76 mm)/50 cal trên tháp pháo nòng đơn có thể đối hạm hoặc phòng không, một khẩu đội pháo phòng không Bofors 40 mm nòng đôi và tám pháo phòng không Oerlikon 20 mm. Vũ khí chống ngầm bao gồm một dàn súng cối chống tàu ngầm Hedgehog Mk. 10 (có 24 nòng và mang theo 144 quả đạn); hai đường ray Mk. 9 và tám máy phóng K3 Mk. 6 để thả mìn sâu. Con tàu vẫn giữ lại ba ống phóng ngư lôi Mark 15 21 inch (533 mm). Thủy thủ đoàn đầy đủ bao gồm 15 sĩ quan và 201 thủy thủ.
Cái tên Ebert nguyên được đặt cho chiếc DE-74, một tàu hộ tống khu trục lớp Buckley, nhưng được chuyển cho Anh Quốc theo Chương trình Cho thuê-Cho mượn (Lend-Lease) như là chiếc HMS Bentley (K465) vào ngày 13 tháng 10, 1943. Do đó cái tên được đặt lại cho chiếc DE-768.
Ebert (DE-768) được đặt lườn tại xưởng tàu của hãng Tampa Shipbuilding Company ở Tampa, Florida vào ngày 1 tháng 4, 1943. Nó được hạ thủy vào ngày 11 tháng 5, 1944, được đỡ đầu bởi bà Hilan Ebert, vợ góa Thiếu tá Ebert, và nhập biên chế cùng Hải quân Hoa Kỳ vào ngày 12 tháng 7, 1944 dưới quyền chỉ huy của Hạm trưởng, Thiếu tá Hải quân Frederick Gibbs.

## Lịch sử hoạt động

### USSEbert
Gia nhập Hạm đội Đại Tây Dương, từ ngày 6 tháng 10, 1944 đến ngày 14 tháng 5, 1945, Ebert đã hộ tống các đoàn tàu vận tải vượt Đại Tây Dương, vận chuyển lực lượng và tiếp liệu sang các cảng Anh và Pháp để phục vụ tại mặt trận Tây Âu. Sau khi chiến tranh chấm dứt tại Châu Âu, con tàu quay trở về New York nhằm chuẩn bị trước khi được điều sang Mặt trận Thái Bình Dương.
Lên đường vào ngày 8 tháng 6, 1945, Ebert đi ngang qua Trân Châu Cảng và Eniwetok trước khi đi đến Philippines, nơi nó hộ tống các đoàn tàu vận tải vận chuyển lực lượng chiếm đóng sang Nhật Bản cho đến ngày 30 tháng 11. Con tàu rời Manila, Philippines để quay trở về Hoa Kỳ; nó được cho xuất biên chế vào ngày 14 tháng 6, 1946 và đưa về thành phần dự bị tại Green Cove Springs, Florida.

### Ierax(D31)

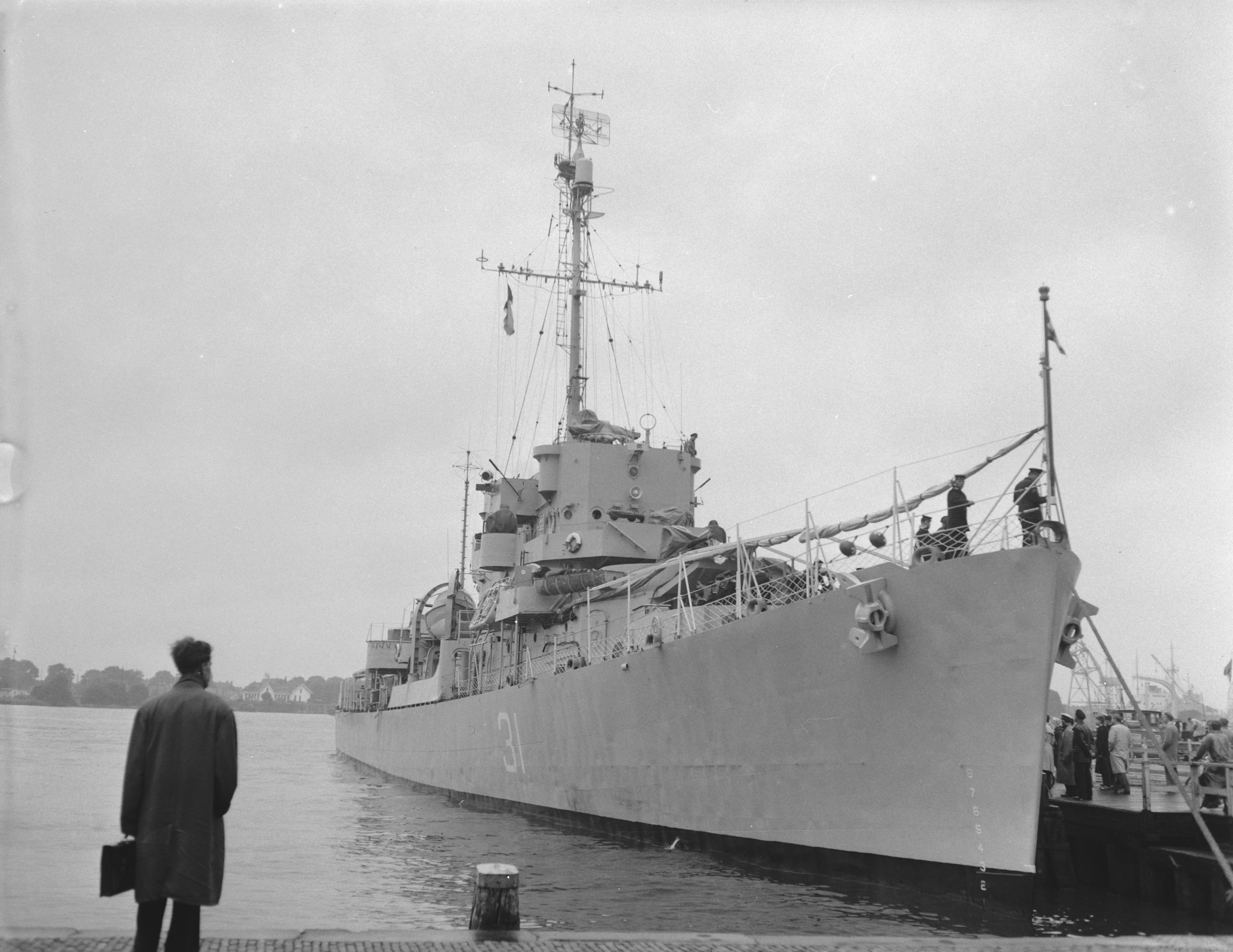
Ierax tại cảng Amsterdam, năm 1958

Sau khi được kéo đến Boston, Massachusetts vào tháng 11, 1950, Ebert được chuyển cho Hy Lạp vào ngày 1 tháng 3, 1951 trong khuôn khổ Chương trình Hỗ trợ Phòng thủ Tương hỗ. Nó phục vụ cùng Hải quân Hoàng gia Hy Lạp như là chiếc Ierax (D31) (chim ưng) cho đến khi ngừng hoạt động năm 1991.
Cho đến tháng 1, 1998, Ierax tiếp tục bị bỏ không tại cảng Souda, Crete. Trong một cuộc tập trận hải quân vào tháng 7, 2002, con tàu được sử dụng như mục tiêu và bị đánh chìm bởi hỏa lực kết hợp của tên lửa Penguin và ngư lôi. Xác tàu đắm của Ierax hiện đang ở trong biển Aegean gần đảo Crete, ở độ sâu 950 mét (3.120 ft) tại tọa độ 35°56.5′B 24°25.1′Đ / 35,9417°B 24,4183°Đ.

## Phần thưởng
Nguồn: Navsource Naval History
|  |  |  |
|  |  |  |

| Huân chương Chiến dịch Hoa Kỳ                 |                                                    |                                      |
| Huân chương Chiến dịch Châu Á-Thái Bình Dương | Huân chương Chiến dịch Châu Âu-Châu Phi-Trung Đông | Huân chương Chiến thắng Thế Chiến II |